# Theo Meuwissen
Theodorus (Theo) H. E. Meuwissen (* 24. Juli 1963 in Roermond, Prov. Limburg, Niederlande) ist ein niederländischer Agrarwissenschaftler und Professor für Bioinformatik an der norwegischen Universität für Lebenswissenschaften und Umwelt in Ås.

## Leben und Wirken
Theodorus (Theo) Hendrikus Elisabeth Meuwissen wurde in der niederländischen Provinz Limburg geboren und wuchs in einem landwirtschaftlichen Betrieb auf. Er studierte an der Universität Wageningen Agrarwissenschaften, schloss 1987 mit dem Master of Science (M. Sc.) in der Fachrichtung Tierproduktion ab und promovierte hier 1990 zum Ph.D. Danach arbeitete er als Wissenschaftler am Institut für Tierproduktion in Schoonoord bei Utrecht und anschließend am Institut für Tierwissenschaft und Gesundheit in Lelystad bei Amsterdam, ab 2000 als Leiter der Abteilung „Genetics and Conservation“.
In der Lelystader Zeit unternahm er mehrere Forschungsaufenthalte an die Universität Melbourne (Australien) und veröffentlichte bereits damals gemeinsam mit dem dortigen Professor Michael Goddard bedeutende Arbeiten zur Einführung von genomischen Methoden in der Tierzucht. 2002 wechselte Meuwissen an die norwegische Universität für Lebenswissenschaften und Umwelt in As b. Oslo, Norwegen, wurde am Institut für Tier- und Aquakulturwissenschaften der Fakultät für Biowissenschaften Professor für Bioinformatik und leitete 2009 bis 2014 die Arbeitsgruppe „Züchtung und quantitative Genetik“.

## Würdigung
Theo Meuwissen schlug bereits 1997/98 eine Methode zur Steuerung der Einsatzfrequenz von Spitzentieren bei Anwendung der Besamung vor, um den Inzuchtanstieg auf ein gewünschtes Maß zu begrenzen und trotzdem noch einen hohen Zuchtfortschritt zu erzielen. Diese „Optimum Contribution Selection“ wurde später von vielen Zuchtorganisationen übernommen.
Als die in der Mitte der 1990er Jahre angewandten auf einzelne Gene gestützten Selektionsverfahren in der Tierzucht kaum Erfolge brachten, schlugen Theo Meuwissen, Ben Hayes und Mike Goddard 2001 vor, für jeden Marker einen Effekt auf das Merkmal zu schätzen. So lassen sich für junge Tiere ohne Nachkommenleistung bei Vorhandensein einer großen Lernprobe (als Vergleichsmaßstab) bereits sehr zuverlässige Zuchtwerte ermitteln. Dieses neue Verfahren wird als genomische Selektion bezeichnet. Meuwissen veröffentlichte dazu drei statistische Methoden, die bis heute gelten und nur wenig verbessert wurden. Da man die Chiptechnologie weiter entwickelte, konnten ab etwa dem Jahre 2006 mehr Tiere preisgünstig typisiert werden und so der genomischen Selektion bei vielen Zuchtorganisationen der wichtigen landwirtschaftlichen Nutztierarten zum Durchbruch verhelfen. Das Verfahren wird inzwischen auch in der Pflanzenzucht und in abgewandelter Form in der Humangenetik angewandt.
Durch seine Leistungen zog Theo Meuwissen viele Doktoranden und Postdocs aus verschiedenen Ländern zeitweilig in die Arbeitsgruppe in As, so dass hier ein neues wissenschaftliches Zentrum der quantitativen Genetik entstand.

## Ehrenamt
- Redaktionsmitglied beim „Journal of Animal Breeding and Genetics“
- 2009–2015 Vizepräsident der Genetikkommission der Europäischen Vereinigung für Tierproduktion (EVT bzw. EAAP)

## Ehrungen und Auszeichnungen
- 1999 Van Bekkum Award der European Society für Blood and Marrow Transplantation (EBMT) für „Pionierforschung auf dem Gebiet der Tierzucht, besonders beim Milchvieh“
- 2015 Leroy Preis der Europäischen Vereinigung für Tierproduktion (EAAP)
- 2016 John J. Carty Preis der nationalen Wissenschaftsakademie der USA mit Mike Goddard – als erste  Agrarwissenschaftler „für die Entwicklung der Genomischen Selektion“
- 2018 Hermann-von-Nathusius-Medaille der Deutschen Gesellschaft für Züchtungskunde (DGfZ)[1]

## Publikationen (Auswahl)
Theo Meuwissen hat in seiner bisherigen Laufbahn eine beeindruckende Zahl von wissenschaftlichen Veröffentlichungen in hochrangigen Zeitschriften publiziert. Die bedeutendste ist die erste über die genomische Selektion von 2001 – sie wurde mit Stand vom Januar 2019 weltweit 2481-mal zitiert (Web of Science); über alle Beiträge ergaben sich 709 sehr wichtige Nennungen.
- Meuwissen, T. H. E.: "Optimization of dairy cattle breeding plans with increased female reproductive rates". Wageningen, (1990). PhD.-Arbeit Wageningen.
- Meuwissen, Theo H. E.: Maximizing the response of selection with a predefined rate of inbreeding. (1997), Journ. of Animal Science 74, 934–940.
- Meuwissen, T.H.E.; Hayes, B.J.; Goddard, M.E. (2001). Prediction of total genetic value using genome-wide dense marker maps. Genetics 157, 1819–1829.
- Meuwissen, T. H. E.; Goddard, M. E.: Prediction of identity by descent probabilities from marker-hapolotypes. (2001), Genetics Selection Evolution 33, 605–634.
- Meuwissen, Theo; Goddard, Mike: Accurate Prediction of Genetic Values for Complex Traits by Whole-Genome Resequencing (2010). Genetics 185, 623–630.
- Meuwissen, Theo H. E.; Astrid Karlsen; Sigbiern Lien; Ingrid Olsaker; M. E. Goddard: Fine mapping of a quantitative trait locus for twinning rate using combined linkage and linkage disequilibrium mapping. (2002), Genetics 161, 373–379.
- Calus, Mario P.I.; Theo H. E. Meuwissen; Adrianus PW de Roos; Roel F. Veerkamp: Accuracy of genomic selection using different methods to define haplotypes. (2008), Genetics 178, 553–561.
- Meuwissen, Theo H. E.; M. E. Goddard: Fine mapping of quantitative trait loci using linkage disequilibria with closely linked marker loci. (2000), Genetics 155, 421–430.
- Meuwissen, Theo H. E.: Accuray of breeding values of „unrelated“ individuals predicted by dense SNP genotyping. (2009), Genetics, Selektion, Evolution 41, 35.
- Meuwissen, Theo H. E.: Mapping multiple QTL using linkage disequilibrium and linkage analysis information and multitrait data. (2003), Genetics, Selection, Evolution 36, 261–279.
- Meuwissen, Theo: Vortrag auf der 66. Jahrestagung der EAAP 2015 in Warschau[2]